# Ștefan Niculescu
Ștefan Niculescu (ur. 31 lipca 1927, zm. 22 stycznia 2008) – rumuński kompozytor i pedagog muzyczny, dyrektor dorocznego Międzynarodowego Tygodnia Nowej Muzyki w Bukareszcie. Od 1996 roku członek Akademii Rumuńskiej. 
Studiował w latach 1941–1946 na Królewskiej Akademii Muzycznej w Bukareszcie, w latach 1946–1950 w Instytucie Politechnicznym oraz w latach 1951–1957 na Uniwersytecie Muzycznym (UM) w Bukareszcie. Był profesorem kompozycji i analizy muzycznej UM w Bukareszcie oraz wykładowcą na Sorbonie w 1992 r., i w tym samym roku na kursach w Darmstadt w Niemczech. 

## Nagrody
- Nagroda Akademii Rumuńskiej (1962 i 1972)
- Nagroda Związku Kompozytorów Rumuńskich (1994)
- Prize of Montreux (1985)
- Nagroda im. Herdera (Gottfried-Herder-Preis) (1994)
- Wielka Nagroda im. George Apostu (1994)

## Odznaczenia
- Komandor Orderu Gwiazdy Rumunii[1]
- Wielki Oficer Orderu Gwiazdy Rumunii[1]